# Decade: Greatest Hits
Pour les articles homonymes, voir Décade et Greatest Hits.
Albums de Duran Duran
Big Thing
(1988) Liberty
(1990)
Singles
1. Burning The Ground
Sortie : décembre 1989

Decade: Greatest Hits est une compilation du groupe anglais Duran Duran, sortie en 1989 pour marquer environ les dix ans de carrière du groupe, d'où le Decade (NB : décennie en anglais). La promotion de l'album en radio a été faite par le single Burning The Ground (remix), qui n'apparaît finalement pas sur le disque. Cet album est principalement composé de versions quelque peu différentes des versions sorties dans les précédents albums. Ce sont des versions rééditées, des versions radios, des versions plus longues, ... qui n'apparaissaient pas sur les albums de Duran Duran.

## Liste des titres
1. Planet Earth – 3:58
2. Girls on Film – 3:30
3. Hungry Like the Wolf (version single à 130 BPM) – 3:25
4. Rio – 5:33
5. Save a Prayer (version single) – 5:25
6. Is There Something I Should Know? – 4:05
7. Union of the Snake – 4:20
8. The Reflex (7" Remix) – 4:25
9. The Wild Boys – 4:16
10. A View to a Kill – 3:35
11. Notorious (45 mix) – 3:58
12. Skin Trade (version radio) – 4:25
13. I Don't Want Your Love (Shep Pettibone 7" Remix) – 3:47
14. All She Wants Is (45 Mix) – 4:36

## Crédits
- Daniel Abraham : producteur, ingénieur du son, mixage
- Hans Arnold : illustrations
- John Barry : arrangeur, chef d'orchestre
- Jason Corsaro : producteur, ingénieur du son, mixage
- Duran Duran : producteurs
- Bernard Edwards : producteur
- Jonathan Elias : producteur
- Laura Levine : photographie
- Ian Little : producteur, mixage
- Denis O'Regan : photographie
- Steve Peck : mixage
- Shep Pettibone : producteur, mixage
- Nile Rodgers : producteur, mixage
- Bob Rosa : mixage
- Alex Sadkin : producteur, mixage
- Stephen Sprouse : illustrations
- Colin Thurston : producteur, ingénieur du son